# Sofía Papadopoúlou
Sofía Papadopoúlou (grec moderne : Σοφία Παπαδοπούλου), née le 19 novembre 1983 à Athènes (Grèce), est une skipper grecque.

## Biographie
Sofía Papadopoúlou est médaillée de bronze en 2008 en Yngling.